# 硕龙属
硕龙（属名：Brimosaurus，意为“强壮的蜥蜴”）是蛇颈龙目已灭绝的一个属，来自晚白垩世的阿肯色州。模式种巨型硕龙（Brimosaurus grandis）由约瑟夫·莱迪（Joseph Leidy）于1854年首次命名。由于已知化石仅含少量椎骨，因此硕龙被视为一个疑名，韦尔斯则于1952年提出硕龙实际上是白垩龙的异名（后者本身也是基于可疑材料）。